# 瑞穂 (浦河町)
瑞穂（みずほ）は北海道浦河郡浦河町にある地名。
元浦川を河口から8キロメートル遡ったあたりの、右岸一帯である。

## 歴史

### 19世紀
元浦川左岸には「姉茶」と呼ばれる地区があるが、かつての姉茶はより広い地域を指す名称で、現在の瑞穂も西姉茶としてその中に含まれていた。
慶応年間から浦河に居住していた越後人の平井熊五郎は、1876年（明治9年）に元浦川の地に転居した後、1879年（明治12年）5月からは西姉茶に移住し、東松宇左衛門と共同して奥地の開墾を始めた。当時の主な耕作物は、ヒエ・ムギ・大小豆であった。
1880年（明治13年）、井寒台で漁業を営んでいた岩手県人の北俣荘助が一念発起して西姉茶に移り、平井熊五郎の開墾に加わった。彼らは水稲耕作に挑戦し、初年度は十分な成果を挙げられなかったものの、3年目となる1882年（明治15年）には反あたり1石の収穫に恵まれるに至った。彼らは荻伏村（後述）における、水稲耕作の元祖である。

### 20世紀
1902年（明治35年）4月1日、北海道二級町村制の施行により、姉茶は近隣の集落と合併して荻伏村の一部となる。
1914年（大正3年）、姉茶に土功組合が起こり、水田の開発が企図される。
1918年（大正7年）、東西姉茶に青年会が結成される。
1921年（大正10年）、西姉茶における53町歩の造田を目的として、赤心社外11名により灌漑溝組合が組織される。
1938年（昭和13年）4月1日の字名改称により、姉茶内の部落は以下のように分けられた。
- 西姉茶→瑞穂
- ライベツ→現在の姉茶
- トリケシ→富里

1956年（昭和31年）9月30日、瑞穂地区を含む荻伏村が、浦河町に編入される。